# Karl Linsbauer
Karl Linsbauer  (Viena, 11 de outubro de 1872 – Graz, 5 de dezembro de 1934) foi um botânico austríaco.

## Biografia
Ele estudou ciências naturais na Universidade de Viena, onde foi discípulo de Julius Wiesner. Em 1899 ele obteve seu PhD, obtendo sua habilitação vários anos depois nas áreas de anatomia e fisiologia vegetal (1904). Em 1910, ele se tornou professor associado da Universidade de Czernowitz, mudando-se no ano seguinte para a Universidade de Graz como sucessor de Gottlieb Haberlandt.

## Trabalhos selecionados
- Bau und Leben der Pflanzen : in zwölf gemeinverständliche Vorträge (with Friedrich Karl Max Vierhapper) Verlag von Carl Konegen, Vienna, (1905) - Construction and biology of plants; in twelve easy-to-understand presentations.[2]
- Wiesner-Festschrift (edited by Linsbauer) Vienna : C. Konegen, (1908) - Julius Wiesner Festschrift on behalf of the "Festkomitee".
- Illustriertes Handwörterbuch der Botanik (with Camillo Karl Schneider) Leipzig, W. Engelmann (1917) - Illustrated dictionary of botany.
- Handbuch der pflanzenanatomie (as editor), Berlin : Verlag von gebruder Borntraeger, (1922- ) - Handbook of plant anatomy.[3]